# Landsvirkjun
Landsvirkjun ist der staatliche isländische Energiekonzern. Das Unternehmen stellt elektrischen Strom bereit und liefert ihn an die Schwerindustrie sowie an regionale Energieversorger. Diese übernehmen die Verteilung an Privathaushalte und kleinere Betriebe.
Landsvirkjun wurde von der Republik Island und der Stadt Reykjavík gegründet und mit Hilfe der Weltbank finanziert. 2005 feierte Landsvirkjun 40-jähriges Bestehen. Vorstandsvorsitzender (Chairman of the Board) ist Jónas Þór Guðmundsson, Generaldirektor (CEO) ist Hörður Arnarson. Im Jahr 2022 lieferte das Unternehmen mehr Energie als je zuvor. Auch die Einnahmen erreichten mit umgerechnet 609 Mio. US-Dollar (ca. 560 Mio. EUR) einen neuen Höchstwert; 2021 waren es 558,8 Mio. US-Dollar gewesen, bei 14.130 GWh an erzeugter elektrischer Energie.

## Geschichte
Landsvirkjun wurde am 1. Juli 1965 gegründet. Die Eigentümer waren der isländische Staat und die Stadt Reykjavík. Bei der Gründung übernahm Landsvirkjun drei Wasserkraftwerke am Fluss Sog, Írafossstöð, Ljósafossstöð und Steingrímsstöð. Diese Kraftwerke gehörten vorher der Stadt Reykjavík und dem isländischen Staat. In den ersten Jahren nach der Gründung beteiligte sich Landsvirkjun hauptsächlich an Projekten im Süden und Südwesten des Landes. Das erste Projekt das Landsvirkjun durchführte war der Bau des Wasserkraftwerkes Búrfell am Fluss Þjórsá, das 1969 in Betrieb genommen wurde. Die nächsten Projekte waren Sigalda (1977) und Hrauneyjafoss (1981). Diese Kraftwerke stehen beide am Fluss Tungnaá.
1983 erwarb die Stadt Akureyri 5 % Anteile an Landsvirkjun von der Stadt Reykjavík. Dadurch kamen drei kleine Wasserkraftwerke an dem Fluss Laxá und das Geothermiekraftwerk Bjarnarflag im Norden des Landes in den Besitz von Landsvirkjun. 1986 erwarb Landsvirkjun das Geothermiekraftwerk Krafla von RARIK. Im Jahre 1984 fing der Bau des Wasserkraftwerkes Blanda an, das 1991 in Betrieb genommen wurde. Im Jahre 2000 wurde das Wasserkraftwerk Sultartangi in Betrieb genommen und 2001 wurde Vatnsfell, das fünfte Wasserkraftwerk im Þjórsá-Tungnaá Gebiet, in Betrieb genommen.
2005 trat ein neues Elektrizitätsgesetz in Kraft. Damit wurde die Lieferung von der Herstellung von Elektrizität getrennt. Es wurde die Firma Landsnet gegründet, die das Stromnetz von Landsvirkjun übernahm.
Im Jahre 2006 erwarb der Isländische Staat die Anteile an Landsvirkjun die im Besitz der Stadt Reykjavík und der Stadt Akureyri waren. Eine entsprechende Gesetzesänderung wurde im Dezember 2006 verabschiedet. Damit ist Landsvirkjun zu 100 % im Besitz des isländischen Staates.
Das Kárahnjúkar-Projekt wurde 2008 beendet und das dazugehörige Kraftwerke Fljótsdalsstöð wurde 2007 in Betrieb genommen. Die Betriebserträge im Jahr 2009 betrugen 193 Mio. USD, während der Verlust im Vorjahr −344 Mio. USD betrug. Bryndís Hlödversdóttir war ab 2009 Vorstandsvorsitzender.

## Das Elektrizitätsnetzwerk
Im Jahre 2003 wurde Landsnet HF gegründet. Landsnet übernahm das isländische Hochspannungsstromnetzwerk von Landsvirkjun, Rafmagnsveitur ríkisins und Orkubú Vestfjarða, die auch die Eigentümer sind. Es mietet die Leitungen von Orkuveita Reykjavíkur und Hitaveita Suðurnesja. Die Firma stellt allen Stromproduzenten das Netzwerk zum gleichen Preis zur Durchleitung zur Verfügung. Die wichtigsten Hochspannungslinien – zum größten Teil 220 kV – führen aus dem Hochland zum Ballungszentrum rund um die Hauptstadt.
Eine 132-kV-Leitung wurde ringförmig um die Insel angelegt, um auch bei Ausfällen eine weitestgehende Versorgung aller Landesteile sicherstellen zu können. Einige Leitungen sind 66 kV und auch 33 kV und schließen kleinere Kraftwerke und Verteilungspunkte an. Es werden zwei 420-kV-Leitungen gebaut, die den Strom vom Kárahnúkarvirkjun nach Reyðarfjörður transportieren sollen; sie werden zunächst nur mit 220 kV betrieben.

## Kraftwerke
2010 betrieb Landsvirkjun 16 Kraftwerke mit einer Gesamtleistung von 1860 MW. Der Großteil davon wurde von dreizehn Wasserkraftwerken (1797 MW) und zwei Geothermalkraftwerken (63 MW) erbracht. Ein Erdgaskraftwerk (35 MW) dient als Notstromaggregat und zum Ausgleich von Versorgungsspitzen. 2022 waren es insgesamt 18 Kraftwerke, davon 15 Wasserkraftwerke und 3 Geothermiekraftwerke; dazu kamen noch 2 Windkraftanlagen.
Landsvirkjun speiste 2009 12,154 GWh ins Landsnet-Netz ein, wovon 96 % aus Wasserkraft gewonnen wurden.

### Wasserkraftwerke
- Blöndustöð (150 MW, 1991)
- Búðarhálsstöð (95 MW, 2014)
- Búrfellsstöð (270 MW, 1969, 100 MW, 2018)
- Fljótsdalsstöð (690 MW, 2007); s. Kárahnjúkar-Projekt
- Hrauneyjafossstöð (210 MW, 1981)
- Laxárstöðvar (28 MW) (drei Kraftwerke, 1939, 1953, 1973)
- Sigöldsustöð (150 MW, 1978)
- Sogsstöðvar (89 MW) (drei Kraftwerke)
- Sultartangastöð (120 MW, 1999)
- Vatnsfellsstöð (90 MW, 2001)

### Geothermalkraftwerke
- Bjarnaflagsstöð (3 MW, 1969)
- Kröfluvirkjun (60 MW, 1977)
- Theistareykir (90 MW, 2017)

### Gaskraftwerke
- Straumsvík (35 MW)

### Kárahnjúkar-Projekt
An dem Kárahnjúkar-Projekt wurde in den Jahren 2003–2008 gearbeitet. Es umfasst fünf Staudämme, drei Speicherseen, 72 km lange Tunnels und ein Kraftwerk. Das Kraftwerk Fljótsdalsstöð liegt in Ost-Island im Tal Fljótsdalur. Bei dem Projekt werden zwei Gletscherflüsse genutzt. Jökulsá á Brú wird am Berg Kárahnjúkar im Speichersee Hálslón aufgestaut, Jökulsá í Fljótsdal im Speichersee Ufsarlón. Zusammen werden die Wassermengen unterirdisch zum Kraftwerk und schließlich in den ursprünglichen Unterlauf der Jökulsá í Fljótsdal geleitet. Die Kapazität des Kraftwerks beträgt 690 MW. Die gewonnene elektrische Energie wird zum Betrieb einer Aluminiumhütte von Alcoa in Reyðarfjörður geleitet. Aufgrund der Auswirkungen auf die Umwelt war das Projekt höchst umstritten.